# Parti pirate (Luxembourg)
Pour les autres articles nationaux ou selon les autres juridictions, voir Liste des partis pirates et Parti pirate.
Le Parti pirate du Luxembourg (en luxembourgeois : Piratepartei Lëtzebuerg), abrégé respectivement en PPLU et PPL, est un parti politique luxembourgeois.

## Présentation
Le Parti pirate du Luxembourg est un parti politique luxembourgeois. Le parti suit la « doctrine pirate » développée par le parti pirate suédois. Depuis sa création en octobre 2009, le parti s'engage pour plus de droits civiques, d'une meilleure protection des données et une plus grande protection de la sphère privée. Il appelle à plus de transparence de la part de l'État, à un accès libre à l'information et à l'éducation. En outre, il appelle à une réforme fondamentale du droit d'auteur et du droit des brevets, et s'oppose à toute forme de censure. Le principe fondamental est la démocratie de base, qui permet à chaque membre de participer activement à l'avenir du parti. Au cours des années, le parti a élaboré des positions sur tous les sujets politiques et a présenté un programme électoral pour les élections de 2018 sous la devise « Luxembourg : moderne et juste pour tous ».
Le Parti pirate est, comme la plupart des partis luxembourgeois, pro-européen (« Europe sans frontières »). Pour les élections européennes de 2019, un programme électoral de l'UE a été élaboré sous la devise « Votez oui pour une meilleure Europe ». Le parti est membre de Pirate Parties International, l'organisation faîtière du mouvement international Pirate Party et participe à des conférences et actions internationales.

## Histoire

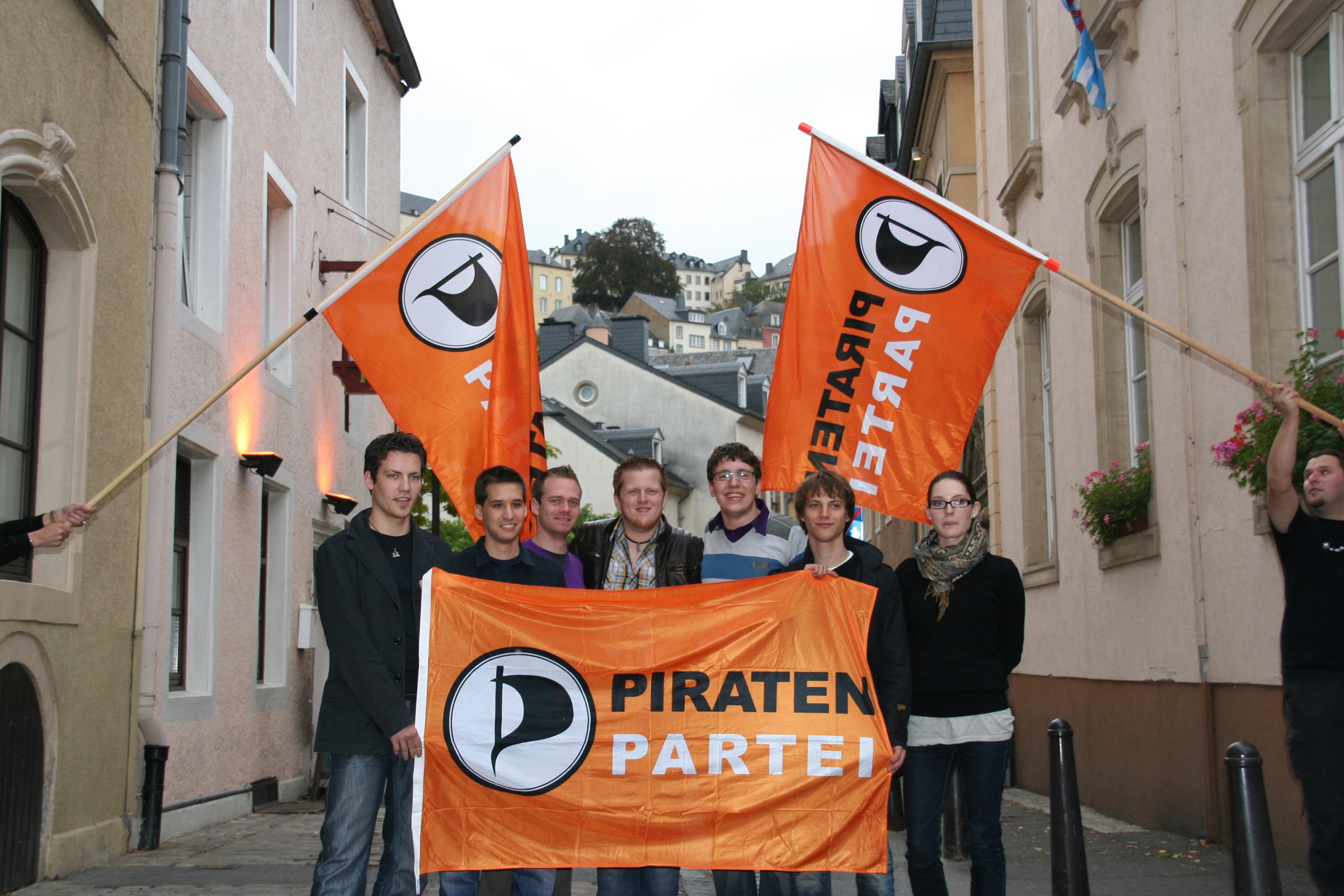
Photo des fondateurs du parti le 4 octobre 2009.

Le Parti pirate du Luxembourg est fondé le 4 octobre 2009 à Luxembourg-Ville par 14 personnes intéressées. En février 2011, le nombre de membres était de 90, en septembre 2012, il était de 285, en septembre 2013 il était de 308, en avril 2014, il était de 331 et 360 en octobre 2015, il était de 360. En août 2021, le parti comptait environ 420 membres.
Sven Clement, cofondateur du parti, a été président jusqu'en 2018 et est depuis président d'honneur du parti.
D'octobre 2015 à octobre 2016, Sven Wohl était vice-président. Le vice-président jusqu'en 2012, Jerry Weyer a également été de mars 2010 à 2011 l'un des deux co-présidents de Pirate Parties International (PPI). Le présidium du Parti pirate se compose de 9 membres, qui sont élus chaque année.
Le 11 décembre 2011, quelques membres du Parti pirate du Luxembourg ont uni leurs forces et fondé une organisation de jeunesse appelée Jonk Pirate.

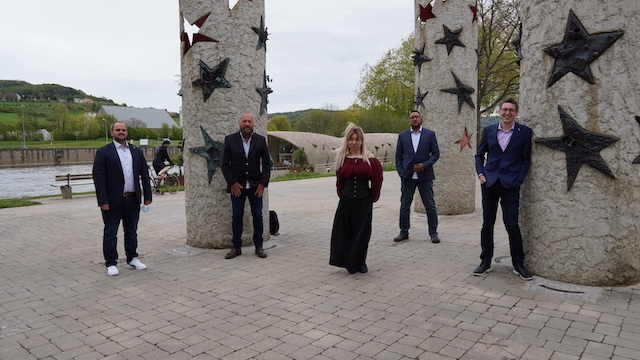
Congrès du parti 2021

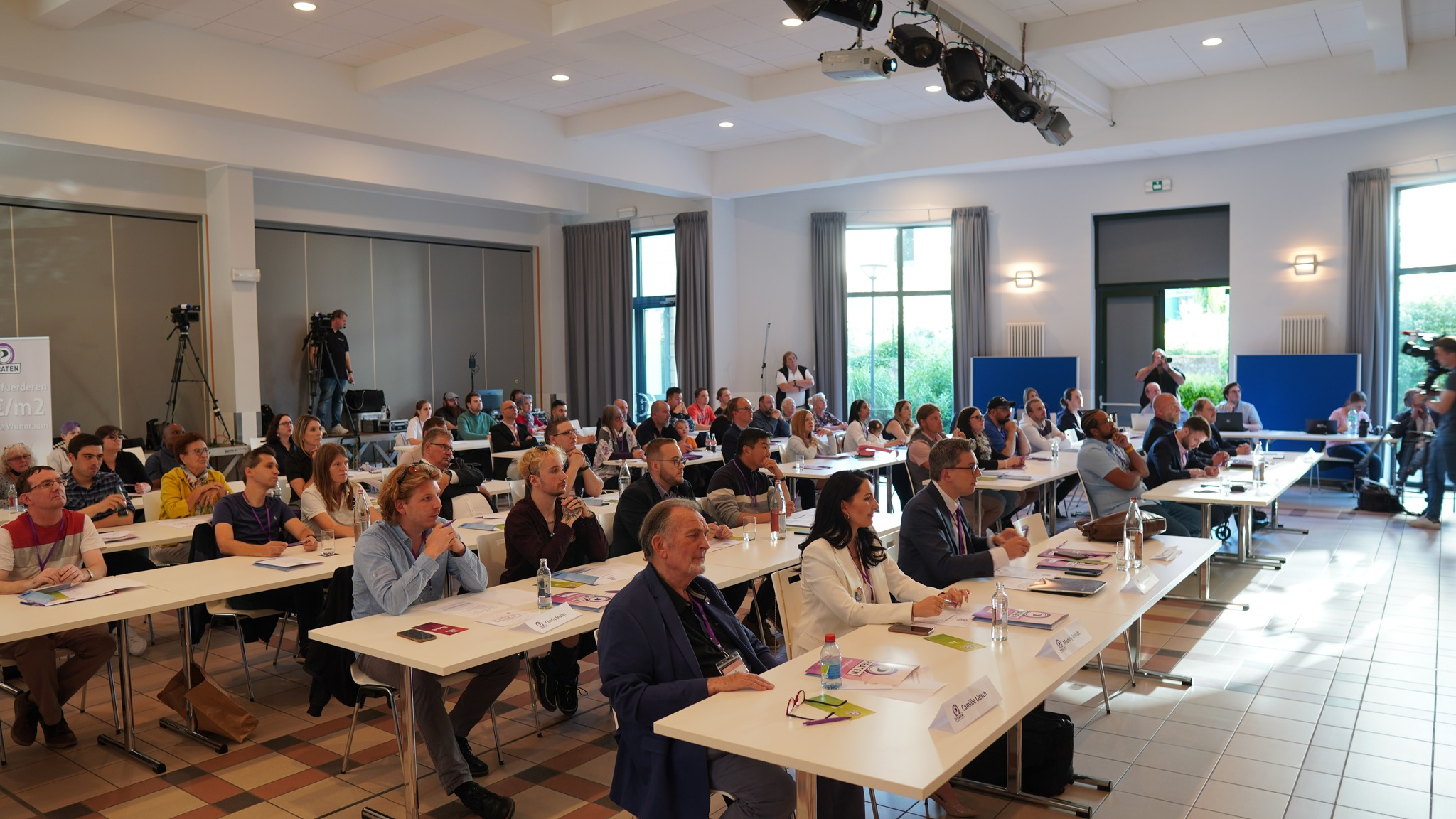
Congrès du parti 2022

## Résultats électoraux
Bien que le parti ait été fondé en 2009, il ne se présente pour la première fois qu'aux élections législatives du 20 octobre 2013.
Lors des élections partielles du 20 octobre 2013, le Parti pirate présente pour la première fois une liste électorale ; il recueille entre 2,7 % et 3,4 % des suffrages, selon les circonscriptions, insuffisant pour un siège à la Chambre. Aux élections européennes de 2014, elle remporte 4,23 %, ce qui n'est pas suffisant pour l'un des six sièges à Strasbourg. Aux élections municipales du 8 octobre 2017, les trois membres du parti pirate sont élus comme conseillers communaux : deux à Pétange et un à Remich.
Les élections législatives du 14 octobre 2018 donnent au parti à l'échelle nationale 6,45 % (Nord : 7,67 %, Sud : 6,99 %, Est : 6,98 %, Centre : 5,14 %) des voix, et deux députés. Sven Clement et Marc Goergen sont élus à la Chambre des députés.
Aux élections européennes de 2019, le parti atteint 7,7%.

### Élections législatives
| Année | %    | Rang | Sièges | Députés                                      |
| ----- | ---- | ---- | ------ | -------------------------------------------- |
| 2013  | 2,94 | 7e   | 0 / 60 | –                                            |
| 2018  | 6,45 | 6e   | 2 / 60 | - Sven Clement - Marc Goergen                |
| 2023  | 6,74 | 6e   | 3 / 60 | - Sven Clement - Marc Goergen - Ben Polidori |

### Élections européennes
| Année | %    | Rang | Sièges |
| ----- | ---- | ---- | ------ |
| 2014  | 4,23 | 8e   | 0 / 6  |
| 2019  | 7,70 | 6e   | 0 / 6  |
| 2024  | 4,92 | 6e   | 0 / 6  |